# Приштокове газоконденсатне родовище
Приштокове газоконденсатне родовище — дрібне родовище у Нововодолазькому районі Харківської області України, за пів сотні кілометрів від південно-західної околиці Харкова.

## Опис
Належить до Машівсько-Шебелинського газоносного району Східного нафтогазоносного регіону України.
Родовище відкрили у травні 2018 року внаслідок спорудження компанією «Укргазвидобування» свердловини № 118, яка показала притік газу на рівні 249 тис. м3 на добу. Вуглеводні пов'язані з породами араукаритової світи та залягають у гжельському ярусі верхнього карбону.
«Укргазвидобування» оцінює запаси родовища у 4,12 млрд м3.
У році відкриття Приштокове родовище введене в дослідно-промислову розробку.